# Jamaican Festival Song Competition
Jamaican Festival Song Competition é uma competição anual que acontece na Jamaica desde 1966 durante as comemorações pela independência para escolher a melhor música do ano.
O maior vencedor da competição é Eric Donaldson com sete premiações.

## Vencedores
- 1966: The Maytals - Bam Bam
- 1967: The Jamaicans - Ba Ba Boom
- 1968: Desmond Dekker - Intensified
- 1969: The Maytals - Sweet & Dandy
- 1970: Hopeton Lewis - Boom Shaka Laka
- 1971: Eric Donaldson - Cherry Oh Baby
- 1972: The Maytals - Pomps & Pride
- 1973: Morvin Brooks - Jump in the Line
- 1974: Tinga Stewart - Play Di Music
- 1975: Roman Stewart - Hooray Festival
- 1976: Freddie McKay - Dance Dis Ya Festival
- 1977: Eric Donaldson - Sweet Jamaica
- 1978: Eric Donaldson - Land of My Birth
- 1979: Astronauts - Born Jamaican
- 1980: Alphanso Plummer - Come Sing with Me
- 1981: Tinga Stewart - Nuh Wey Nuh Betta Dan Yard
- 1982: Astronauts - Meck Wi Jam
- 1983: Ras Karbi - Jamaica, I’ll Never Leave You Again
- 1984: Eric Donaldson - Proud To Be Jamaican
- 1985: Roy Rayon - Love Fever
- 1986: Stanley Beckford - Dem a Fi Squirm
- 1987: Roy Rayon - Give Thanks & Praises
- 1988: Singer J - Jamaica Land We Love
- 1989: Michael Forbes & Duo - Stop & Go
- 1990: Robbie Forbes - Island Festival
- 1991: Roy Rayon - Come Rock
- 1992: Heather Grant - Mek Wi Put Things Right
- 1993: Eric Donaldson - Big It Up
- 1994: Stanley Beckford - Dem a Pollute
- 1995: Eric Donaldson - Join Di Line
- 1996: Zac Henry & Donald Wright - Meck We Go Spree
- 1997: Eric Donaldson - Peace & Love
- 1998: Neville Martin - Jamaica Whoa
- 1999: Cheryl Clarke - Born Inna JA
- 2000: Stanley Beckford - Fi We Island a Boom
- 2001: Roy Richards - Lift Up Jamaica
- 2002: Devon Black - Progress
- 2003: Stefan Penincilin - Jamaican Tour Guide
- 2004: Stefan Penincilin - Ole Time Jamaica
- 2005: